# Phuean hian.. rongrian lon
Phuean hian.. rongrian lon (เพื่อนเฮี้ยน..โรงเรียนหลอน; titolo internazionale ThirTEEN Terrors) è una serie televisiva antologica thailandese, andata in onda su GTH On Air e GMM 25 dall'8 novembre 2014 e il 31 gennaio 2015 in tredici episodi autoconclusivi incentrati su temi dell'orrore, ognuno con personaggi e trame diverse.
L'ultimo episodio, "The Blue Hour", è una versione ridotta dell'omonimo film presentato per la prima volta al Festival di Berlino 2015 il 9 febbraio, qualche giorno dopo la trasmissione televisiva.

## Personaggi e interpreti

### Principali
- Vee (ep. 1), interpretata da Sananthachat Thanapatpisal "Fon".
- Wanida (ep. 1), interpretata da Panisara Montharat "Aarm".
- Im (ep. 2), interpretata da Sutatta Udomsilp "PunPun".
- Ball (ep. 2), interpretato da Teetatch Ratanasritai.
- Joe (ep. 3), interpretato da Chawinroj Likitcharoensakul "Fame".
- Aim (ep. 3), interpretata da Kemisara Paladesh "Belle".
- Nae (ep. 4), interpretato da Thiti Mahayotaruk "Bank".
- Diew (ep. 4), interpretato da Napat Chokejindachai "Top".
- Madre di Nae (ep. 4), interpretata da Apasiri Nitibhon "Um".
- Gap (ep. 4), interpretato da Wongravee Nateetorn "Sky".
- Waan (ep. 5), interpretata da Narikun Ketprapakorn "Frung".
- Cherry (ep. 5), interpretata da Sirinya Tantipongwatana "Palm".
- Aun (ep. 6), interpretato da Chutavuth Pattarakampol "March".
- Fun (ep. 6), interpretata da Thanyanan Pipatchaisiri "Natty".
- Nut (ep. 7), interpretato da Sirachuch Chienthaworn "Michael".
- Nao (ep. 7), interpretato da Jirayus Khawbaimai "Rolex".
- Turk (ep. 8), interpretato da Gunn Junhavat.
- Bee (ep. 9), interpretata da Pavadee Komchokpaisan "Cook".
- Palm (ep. 9), interpretata da Nichapat Chatchaipholrat "Pearwah".
- Taew (ep. 9), interpretata da Natthida Trichaiya "Benz".
- Tong (ep. 10), interpretata da Kanyawee Songmuang "Thanaerng".
- Nena (ep. 11), interpretata da Atitaya Craig "Claudine"
- Utt (ep. 12), interpretato da Sarit Trilertvichien "Pea".
- Game (ep. 12), interpretato da Teeradon Supapunpinyo "James".
- Dear (ep. 12), interpretata da Narupornkamol Chaisang "Praew".
- Tam (ep. 13), interpretato da Atthaphan Phunsawat "Gun".
- Phum (ep. 13), interpretato da Oabnithi Wiwattanawarang "Oab".

## Episodi
| Stagione       | Episodi | Prima TV  |
| -------------- | ------- | --------- |
| Prima stagione | 13+2    | 2014-2015 |

Una settimana prima della trasmissione è andato in onda un episodio speciale, il 1º novembre 2014, denominato "Halloween Special", atto a presentare la serie. Una settimana dopo la trasmissione dell'ultimo episodio, invece, è andato in onda un'ulteriore speciale, denominato "ThirTEEN Terrors Awards", che vede l'assegnazione di alcuni premi per la serie e diversi dietro le quinte.